# Asclepias mirifica
Asclepias mirifica är en oleanderväxtart som beskrevs av R. E. Woodson. Asclepias mirifica ingår i släktet sidenörter, och familjen oleanderväxter. Inga underarter finns listade i Catalogue of Life.